# Aishath Sajina
Aishath Sajina (ur. 2 stycznia 1997) – malediwska pływaczka specjalizująca się w stylu dowolnym, olimpijka.
Reprezentowała Malediwy w pływaniu 50 m stylem dowolnym na Letnich Igrzyskach Olimpijskich Młodzieży 2014, które odbyły się w Nankin, gdzie zajęła 45. miejsce. Po raz drugi reprezentowała swój kraj w pływaniu 100 m stylem dowolnym podczas Letnich Igrzysk Olimpijskich 2020 w Tokio, zajmując 43. miejsce.